# Kabinetsformatie Nederland 1966

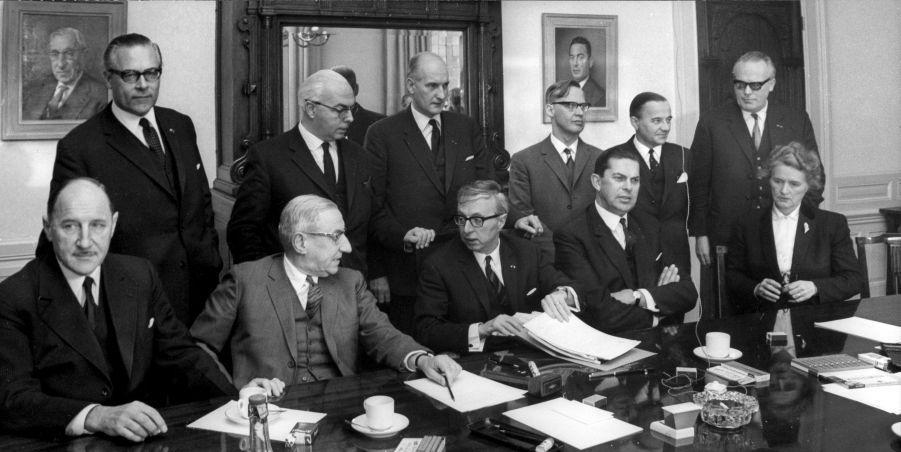
De ministers van het kabinet-Zijlstra met in het midden vooraan minister-president Jelle Zijlstra

De Nederlandse kabinetsformatie van 1966 volgde op de val van het kabinet-Cals in de zogenoemde Nacht van Schmelzer en leidde tot het aantreden van het rompkabinet Zijlstra.

## Achtergrond

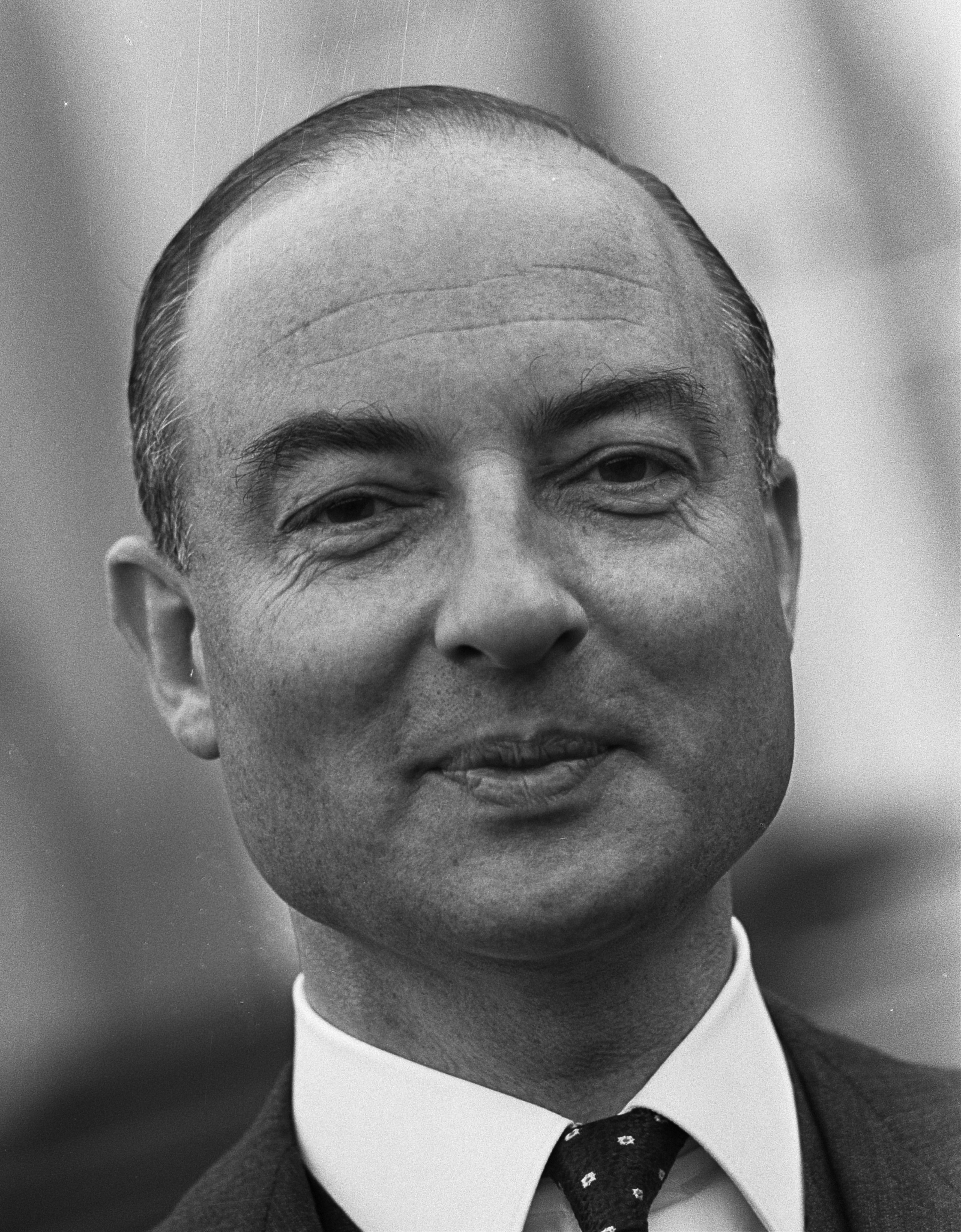
Norbert Schmelzer

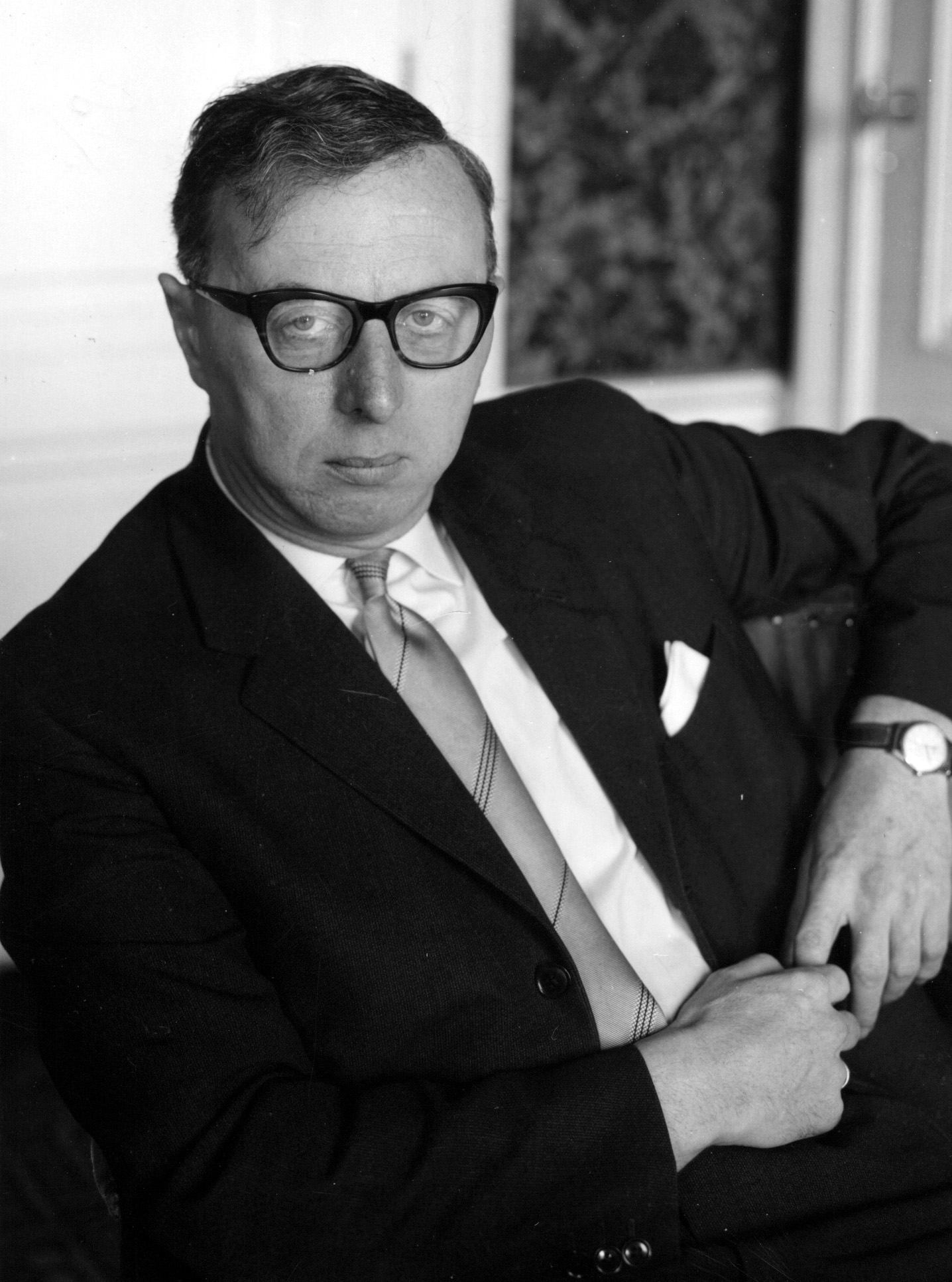
Jelle Zijlstra

In de nacht van 13 op 14 oktober 1966 viel het kabinet-Cals nadat KVP-leider Norbert Schmelzer had gepersisteerd in het indienen van een motie die zich richtte tegen het financieel beleid. De gevallen regering werd geschraagd door diezelfde KVP en daarnaast door de PvdA en de ARP. De gebeurtenissen leidden tot onmin binnen de KVP, die per slot van rekening zijn eigen premier had laten vallen, en tot blijvende argwaan tussen katholieken en progressieven. Verwijzend naar deze gebeurtenis zei D'66-prominent Hans Gruyters later: "als ik een katholiek een hand geef, tel ik na afloop altijd mijn vingers even na". Een gevolg van de Nacht van Schmelzer was overigens de oprichting van datzelfde D'66, dat zich verzette tegen de, in hun ogen, heersende democratische cultuur, waarbij verkiezingen niets anders leken te bepalen dan met welke partij de confessionelen zouden gaan regeren. Na de val van het kabinet-Cals adviseerde een meerderheid van de fracties koningin Juliana om vooreerst geen nieuwe verkiezingen uit te schrijven, maar om een formateur te benoemen om een overgangsregering samen te stellen. Daarmee zou, na het kabinet-Marijnen en het kabinet-Cals een derde kabinet geformeerd worden, gebaseerd op één verkiezingsuitslag, namelijk die van 1963.

## Formateur Schmelzer
Koningin Juliana benoemde de veroorzaker van de kabinetsval, KVP-fractievoorzitter Norbert Schmelzer, op 18 oktober tot formateur met de - op advies van de vicevoorzitter van de Raad van State Louis Beel - ruimst mogelijke opdracht: "... om een kabinet te vormen". Schmelzer wilde zelf geen minister-president worden, mede omdat hij niet de indruk wilde wekken dat hij Cals had laten vallen om zelf premier te worden, maar ook omdat de ARP hem na 'zijn' nacht nooit daarin zou steunen en er wellicht geen ministers uit het demissionaire kabinet-Cals - behalve mogelijk Joseph Luns - zitting zouden willen nemen in een kabinet-Schmelzer. 
De formateur zocht in eerste instantie als nieuwe minister-president Jan van den Brink aan, die namens de KVP tussen 1948 en 1951 minister van Economische Zaken geweest was in het kabinet-Drees-Van Schaik. Maar Van den Brink weigerde, omdat hij elders meer kon verdienen. Schmelzer dacht vervolgens aan Flip van Campen, de financieel-economisch woordvoerder van de KVP in de Eerste Kamer en tevens lid van het Europees Parlement, evenals aan Herman Witte, de burgemeester van Eindhoven en oud-minister. Hij dacht ook aan Barend Biesheuvel, die volgens oud-premier Jan de Quay (KVP) te strikken was. Schmelzer vroeg uiteindelijk De Quay zelf, maar die adviseerde op zijn beurt Jelle Zijlstra (ARP). Die werd vervolgens gevraagd, maar wees het verzoek af. De demissionaire ARP-ministers (Biesheuvel, Koos Verdam en Isaäc Arend Diepenhorst) wilden namelijk niet zonder de PvdA verder regeren. Uiteindelijk boden Biesheuvel en zijn partijleider Bauke Roolvink alsnog hun medewerking aan. Ze wilden dan wel dat aan alle ARP-eisen voldaan zou worden. Die waren dat de uitgaven niet verlaagd werden en dat de KVP ermee akkoord moest gaan dat de tweede tranche van de verhoging van de omzetbelasting op de dag van invoering gecombineerd zou worden met die van de verlaging van de loon- en inkomstenbelasting. Ook moest de PvdA betrokken worden bij het maken van een afspraak hierover. De KVP reageerde via Carl Romme dat de kwestie over de tweede tranche apart behandeld moest worden en geen onderdeel zou mogen uitmaken van te maken afspraken tussen ARP en KVP. De antirevolutionairen wensten daar niet aan mee te werken. 
Schmelzer wilde vervolgens De Quay als premier koppelen aan CHU-leider Jan de Pous, die dan vicepremier moest worden en tevens minister van Financiën. Maar De Pous wilde niet, waardoor De Quay opnieuw afviel. 
De demissionaire minister van Defensie Piet de Jong was de volgende die voor het premierschap gevraagd werd. Romme, Beel en De Quay ondersteunden het verzoek. Het binnen de KVP invloedrijke Eerste Kamerlid Piet Steenkamp was echter tegen. Hij adviseerde het KVP-Tweede Kamerlid Gerard Veldkamp, die De Jong ook al niet zag zitten. Volgens Veldkamp diende een vooraanstaand econoom eerste minister te worden en De Jong was afkomstig van de marine. Er was "geen economische schout bij nacht, maar een economische schout bij dag" nodig, oordeelde Veldkamp. De Jong, evenals Luns, was niet tegen Veldkamp als premier in een KVP-minderheidskabinet, maar een dergelijk kabinet werd ontraden door Beel. Uiteindelijk bood Schmelzer Veldkamp het vicepremierschap aan, evenals het ministerschap van Sociale Zaken en de portefeuille Nederlandse Antillen en Suriname, dit alles onder een premier De Jong. Veldkamp sloeg het aanbod af en Schmelzer verzocht, na zeventien dagen vruchteloos pogen, de koningin toestemming om zijn opdracht in beraad te mogen houden, een destijds gebruikelijke formulering waarmee men zijn opdracht feitelijk teruggaf.

## Formateur Beel
Hierop benoemde de koningin haar vertrouwensman Beel tot formateur. Deze slaagde er na dertien dagen in om een kabinet te formeren waarbij de meeste confessionele ministers bleven zitten, terwijl nieuwe ministers toetraden op posten die door PvdA'ers waren verlaten. Beel wist onderwijl Biesheuvel over te halen erin toe te stemmen dat Zijlstra het kabinet zou gaan leiden. Hoewel dit kabinet geen meerderheid had, wist men zich op financieel-economisch terrein verzekerd van de steun van de CHU.